# Snowidza Górna
Snowidza Górna – część wsi Snowidza w Polsce, położona w województwie dolnośląskim, w powiecie jaworskim, w gminie Mściwojów. Wchodzi w skład sołectwa Snowidza.
W latach 1975–1998 Snowidza Górna administracyjnie należała do województwa legnickiego.